# Служба обновления Windows Server
Службы Windows Server Update Services, Windows Server Update Services, WSUS — проприетарное программное обеспечение для обновления операционных систем и других продуктов Microsoft в локальной сети. Это ПО распространяется компанией Microsoft бесплатно и может быть скачано с сайта Microsoft.
WSUS устанавливается и работает на серверной операционной системе семейства Windows Server. Сервер WSUS скачивает с сайта Microsoft обновления, которые затем могут быть распространены внутри локальной сети предприятия, что экономит внешний трафик компании и позволяет быстрее устанавливать исправления ошибок и уязвимостей в операционных системах Windows и других программах Microsoft на рабочих местах, а также позволяет централизованно управлять обновлениями серверов и рабочих станций.
На 2022 год актуальной является версия WSUS 10.0.20348.1, которая может работать на Windows Server 2022, Windows Server 2019, Windows Server 2016, Windows Server 2012 R2, Windows Server 2012
В 2024 году Microsoft анонсировала прекращение поддержки WSUS в пользу Azure Update Services.

## История
Предшественником WSUS была Служба обновления программного обеспечения (англ. Software Update Services, SUS).

### SUS
SUS устанавливала исправления для операционных систем Microsoft. Это ПО работало в операционной системе Windows Server и загружало обновления для указанных администратором версий Windows с серверов Центра обновления Windows компании Microsoft. Затем компьютеры в локальной сети могли загружать обновления с этого внутреннего сервера, а не подключаться напрямую к Центру обновления Windows.
По первоначальным планам Microsoft поддержка SUS должна была быть прекращена 6 декабря 2006 года, но на основании отзывов пользователей дата была продлена до 10 июля 2007 года. 

### WSUS
Служба обновлений WSUS вышла в 2005 году. Она стала заменой SUS, расширив спектр программного обеспечения, которое можно обновлять с локального сервера обновлений. WSUS позволяет компьютерам в локальной сети автоматически загружать отдельные обновления, исправления, а также пакеты обновлений, драйверы устройств и пакеты (дополнительных) функций ПО Microsoft с центрального сервера в этой локальной сети.
В 2011 была выпущена версия Windows Server Update Services 3.0 SP2.
Начиная с 28 марта 2023 года WSUS поддерживает Универсальную платформу обновлений Microsoft (англ. Unified Update Platform, UUP), которая используется для обновлений в Windows 11 версии 22H2.
В 2024 году компания Microsoft анонсировала переход с WSUS на облачную систему обновления Azure Update Manager для серверов и на Windows Autopatch или Microsoft Intune для разных устройств с Windows. Несмотря на прекращение работы над WSUS, уже действующий функционал этой службы компания оставляет работающим, и собирается продолжать публикацию обновлений для продуктов Microsoft в канале распространения WSUS.

## Концепция
Управление обновлениями — это процесс управления развертыванием и обслуживанием промежуточных выпусков программного обеспечения в производственных средах. Этот процесс помогает поддерживать эффективность работы, устранять уязвимости в системе безопасности и поддерживать стабильность производственной среды от ряда уязвимостей в системе безопасности, использование которых может привести к потере доходов и интеллектуальной собственности. Чтобы свести к минимуму эту угрозу, появляется необходимость иметь правильно настроенную систему, а также использовать новейшее программное обеспечение и устанавливать рекомендуемые обновления программного обеспечения.
Преимущества WSUS:
- централизованное управление обновлениями;
- автоматизация управления обновлениями.

## Классы обновлений
- Upgrade
- Драйверы
- Критические обновления
- Накопительные пакеты обновления
- Обновления определений
- Обновления системы безопасности
- Обновления
- Пакеты новых функций
- Пакеты обновления
- Средства

## Лицензирование
WSUS — это функция продукта Windows Server, поэтому для компьютера, на котором размещена служба, требуется действующая лицензия Windows Server. Тот факт, что рабочие станции пользователей аутентифицируют себя в службе WSUS для получения своих обновлений, делает необходимым приобретение клиентской лицензии (англ. Client Access License, CAL) файлового сервера в расчёте на каждую рабочую станцию, подключающуюся к службе WSUS. Клиентская лицензия на файловый сервер для WSUS — это та же клиентская лицензия, которая требуется для подключения к Microsoft Active Directory, файловому серверу и серверу печати, и ее необходимо приобрести один раз для устройства или пользователя.
WSUS часто считается бесплатным продуктом, поскольку клиентские лицензии на файловый сервер уже оплачены в корпоративной сети с Microsoft Active Directory, и поэтому их не нужно приобретать заново. 
В сети, использующей Samba с Active Directory, нет необходимости приобретать клиентские лицензии для подключения к контроллеру домена или к файловому серверу Samba. Однако использование сервера WSUS по-прежнему потребует приобретения клиентских лицензий для всех рабочих станций Windows, которые будут подключаться к серверу WSUS. 